# Glenn Ficarra e John Requa

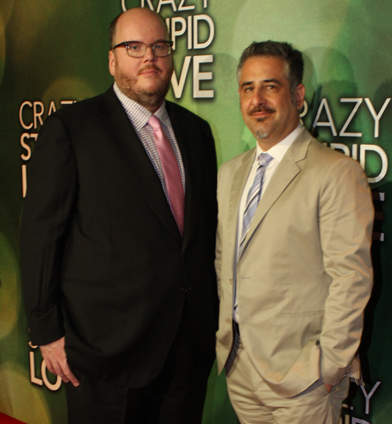
John Requa e Glenn Ficarra all'anteprima di Crazy, Stupid, Love a Sydney, nel settembre 2011.

Glenn Ficarra (Holmdel, 27 maggio 1971) e 
John Requa (Burien, 1º gennaio 1967), sono due registi, sceneggiatori e produttori cinematografici statunitensi.

## Carriera
Glenn Ficarra e John Requa si sono incontrati presso il Pratt Institute, dove entrambi studiavano cinematografia. Successivamente iniziano a lavorare assieme, muovendo i primi passi nel campo dell'animazione per la serie del canale televisivo Nickelodeon Catastrofici castori.
Nel 2001 scrivono la loro prima sceneggiatura per il film Come cani e gatti, a cui seguono Babbo bastardo e Bad News Bears - Che botte se incontri gli Orsi, entrambi interpretati da Billy Bob Thornton. Nel 2009 debuttano alla regia con la commedia Colpo di fulmine - Il mago della truffa, interpretato da Jim Carrey e Ewan McGregor.
Nel 2011 hanno diretto il loro secondo film, Crazy, Stupid, Love per la Warner Bros., con un cast che comprende Steve Carell, Ryan Gosling, Julianne Moore e Emma Stone.

## Filmografia

### Registi
- Colpo di fulmine - Il mago della truffa (I Love You Phillip Morris) (2009)
- Crazy, Stupid, Love (2011)
- Focus - Niente è come sembra (Focus) (2015)
- Whiskey Tango Foxtrot (2016)
- This Is Us – serie TV (2016 - in produzione)

### Sceneggiatori
- Catastrofici castori (The Angry Beavers) - serie TV, episodi vari (1997-2001)
- Come cani e gatti (Cats & Dogs) (2001)
- Babbo bastardo (Bad Santa) (2003)
- Bad News Bears - Che botte se incontri gli Orsi (Bad News Bears) (2005)
- Colpo di fulmine - Il mago della truffa (I Love You Phillip Morris) (2009)
- Cani & gatti - La vendetta di Kitty (Cats & Dogs: The Revenge of Kitty Galore) (2010)
- Focus - Niente è come sembra (Focus) (2015)
- Jungle Cruise (2021)